# Haematopota meteorica
Haematopota meteorica är en tvåvingeart som beskrevs av Corti 1895. Haematopota meteorica ingår i släktet Haematopota och familjen bromsar.
Artens utbredningsområde är Etiopien. Inga underarter finns listade i Catalogue of Life.